# Roald Aas
Roald Edgar Aas (* 25. März 1928 in Oslo; † 18. Februar 2012) war ein norwegischer Eisschnellläufer und Radrennfahrer.
Aas war als Eisschnellläufer auf die 1500 m spezialisiert. Bei den Olympischen Winterspielen 1952 im heimischen Oslo belegte er über diese Strecke in 2:21,6 min den Bronzerang. Er hätte wahrscheinlich gewonnen, wenn es vor seinem Lauf nicht zu schneien begonnen hätte. Vier Jahre später in Cortina d’Ampezzo konnte er sich nicht in den Medaillenrängen platzieren. Über 1500 m belegte er in 2:12,9 min den 10. Rang, über 5000 m in 8:01,6 min Platz 6. Jedoch wurde er im selben Jahr in Hamar das einzige Mal in seiner Karriere norwegischer Landesmeister im Eisschnelllauf. Im weiteren Jahresverlauf gewann er auch die norwegischen Radsportmeisterschaften im Einzelzeitfahren und in der Einerverfolgung. Für diese Erfolge in mehreren Sportarten innerhalb eines Jahres wurde ihm 1956 der Egebergs Ærespris verliehen.
Auch bei internationalen Mehrkampf-Meisterschaften konnte Aas mehrere Medaillen gewinnen. Bei der Eisschnelllauf-Mehrkampfweltmeisterschaft 1958 in Helsinki gelang ihm der einzige Medaillengewinn seiner Karriere bei Weltmeisterschaften. Er belegte den Bronzerang. Auch bei den Eisschnelllauf-Mehrkampfeuropameisterschaften 1957 und 1960 jeweils in Oslo gewann er beide Male die Bronzemedaille.
Seinen größten Erfolg feierte Aas bei den Olympischen Winterspielen 1960 in Squaw Valley. Gemeinsam mit dem zeitgleichen Jewgeni Grischin wurde er in 2:10,4 min Olympiasieger über 1500 m. Zudem belegte er den 25. Platz über 5000 m und den 23. Platz über 10.000 m. Aas stellte insgesamt neun Bahnrekorde auf.
Außer im Eisschnelllauf war Aas auch als Radrennfahrer sowohl auf der Straße wie auch auf der Bahn aktiv. Im Jahr 1956 wurde er norwegischer Meister in der Einerverfolgung und im Einzelzeitfahren.
Nach Beendigung seiner Sportkarriere war er als Lagerleiter für einen Zahnbürstenhersteller tätig. Er starb im Februar 2012.

## Persönliche Bestleistungen
| Strecke   | Zeit        | Datum            | Ort               |
| --------- | ----------- | ---------------- | ----------------- |
| 0500 m    | 42,3 s      | 28. Februar 1960 | Squaw Valley      |
| 1000 m    | 1:27,4 min  | 28. Februar 1963 | Oslo              |
| 1500 m    | 2:10,4 min  | 26. Februar 1960 | Squaw Valley      |
| 3000 m    | 4:41,7 min  | 22. März 1958    | Hol               |
| 5000 m    | 8:01,6 min  | 29. Januar 1956  | Cortina d’Ampezzo |
| 10.000 m0 | 17:08,1 min | 19. Januar 1958  | Notodden          |